# Something Like Elvis
Something Like Elvis (czasem używany skrót – SLE) – polska rockowa grupa muzyczna, grająca muzykę oscylującą między hardcorem, noise rockiem a post-rockiem.
Pierwsze próby osób zaangażowanych w projekt odbyły się w 1994. Nazwa zespołu została zaczerpnięta z Dzikości serca, filmu Davida Lyncha. W 1997 instrumentarium SLE zostało poszerzone o akordeon i to ten rzadko spotykany w muzyce rockowej instrument stał się symbolem grupy. 
W 1997 ukazał się, nakładem Anteny Krzyku, debiutancki materiał SLE – Personal Vertigo. Druga płyta, Shape, wyszła w tym samym wydawnictwie w 1999. W międzyczasie SLE zagrało w Niemczech minitrasy koncertowe z Nomeansno i Fugazi. Samodzielnie zespół grał koncerty w wielu krajach Europy oraz w Stanach Zjednoczonych.
Trzecia płyta, Cigarette Smoke Phantom ukazała się w 2002 w wytwórni Post Post. Zespół złagodził hardcore'owe brzmienie i wyraźnie skręcił w stronę lżejszych, czasem wręcz piosenkowych klimatów, flirtując z post-rockiem i stylistyką muzyki filmowej.
W 1999 roku ich utwór znalazł się na drugiej składance Jedna rasa – ludzka rasa, firmowanej przez Stowarzyszenie „Nigdy Więcej”.  
W 2003 zespół został rozwiązany. Bracia Kapsowie założyli Contemporary Noise Quintet, natomiast reszta zespołu utworzyła grupę Potty Umbrella, która była początkowo projektem pobocznym muzyków z SLE oraz Tissura Ani.
Grupa reaktywowała się na występ w ramach Off Festival 2010. W październiku 2010 roku rozpoczęła trasę koncertową obejmującą większe miasta Polski.

## Skład
- Bartosz Kapsa – perkusja
- Jakub Kapsa – śpiew, gitara basowa
- Sławomir Szudrowicz – śpiew, gitara
- Maciej Szymborski – akordeon, pianino elektryczne, gitara, syntezatory
- Artur Maćkowiak – gitara, gitara basowa

## Płyty
- Personal Vertigo (1997)
- Shape (1999)
- Cigarette Smoke Phantom (Post_Post Records, 2003)